# Bernhard Streck

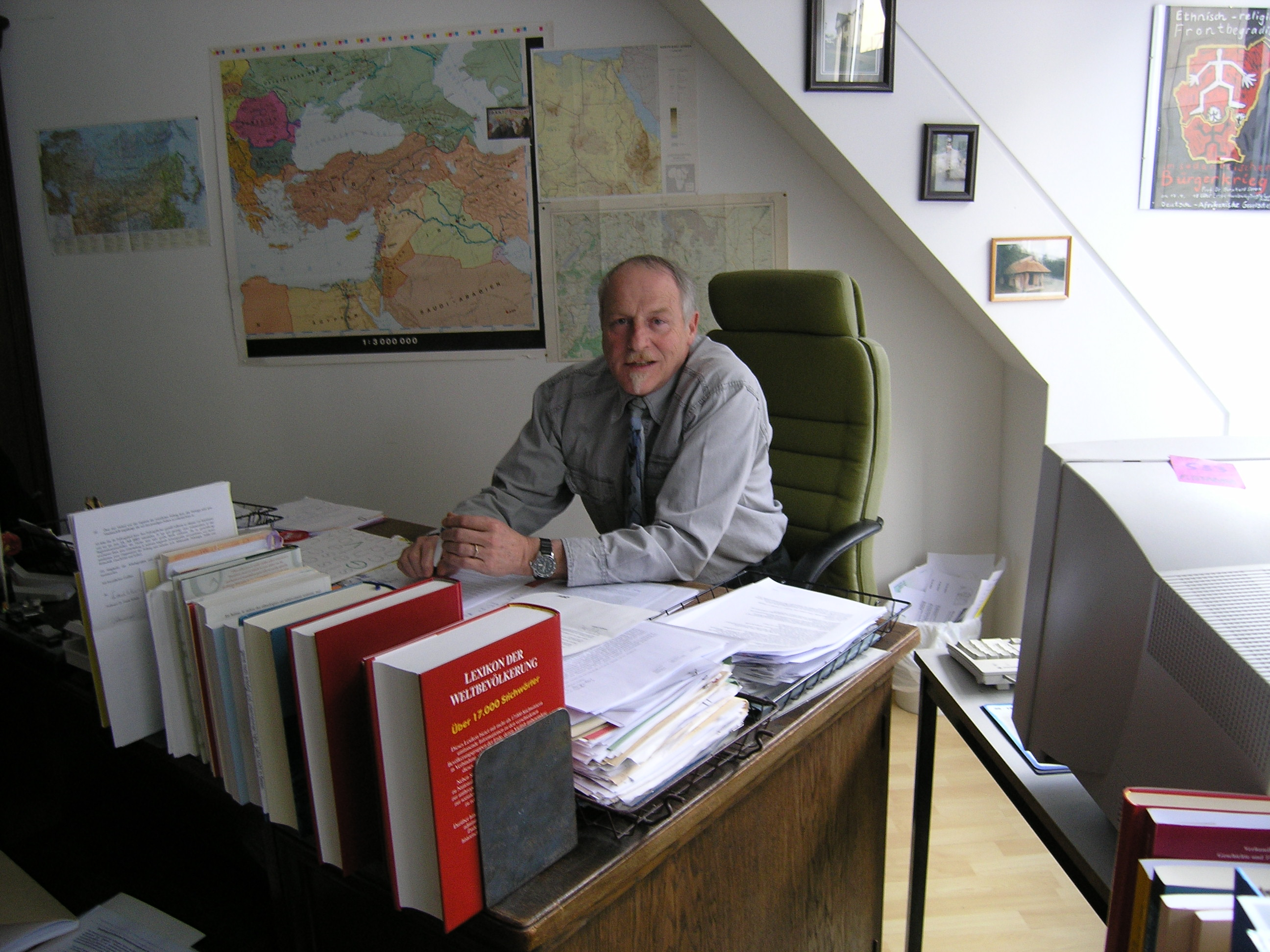
Bernhard Streck in seinem Büro an der Universität Leipzig, 2005

Bernhard Streck (* 19. September 1945 in Mannheim) ist ein deutscher Ethnologe. Er war von 1994 bis 2010 Leiter des Instituts für Ethnologie der Universität Leipzig. Er forschte zu den Schwerpunkten Geschichte der Ethnologie, Ethnologie Afrikas, Tsiganologie und Religionsethnologie. Strecks Forschungen zur Tsiganologie sind in der wissenschaftlichen und öffentlichen Diskussion umstritten.

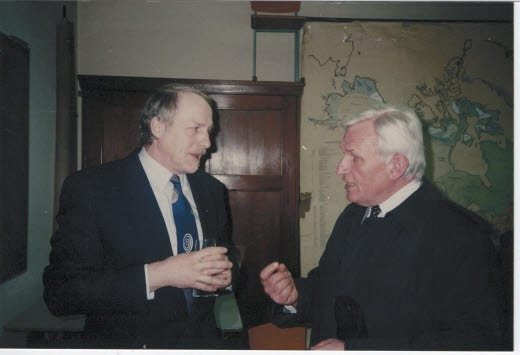
Bernhard Streck (li.) und Dietrich Treide 1993 am Institut für Ethnologie der Universität Leipzig

## Leben
Streck studierte in Basel und Frankfurt am Main Ethnologie, Soziologie, Psychologie und Anthropologie. Er war danach als wissenschaftlicher Mitarbeiter an den Universitäten Gießen, Berlin und Mainz (Institut für Ethnologie und Afrikastudien) tätig. Nach seiner Habilitation 1992 arbeitete er als Hochschuldozent an der Universität Heidelberg. Im Zuge der personellen und inhaltlichen Neuausrichtung der Hochschulen in den neuen Bundesländern folgte er 1994 als Professor dem Lehrstuhlinhaber Dietrich Treide in Leipzig nach. Schwerpunkte von Streck wurden Religionsethnologie, Fachgeschichte, Tsiganologie und Ethnographie Nordostafrikas.
Seit 2004 ist Streck Mitglied der Sächsischen Akademie der Wissenschaften.

## Tsiganologie und Rassismusvorwurf
Einen Schwerpunkt in Forschung und Lehre von Bernhard Streck bildete die Tsiganologie, die auf die Arbeiten des Pädagogen und Vorurteilsforschers Joachim S. Hohmann und auf das 1978 begründete „Projekt Tsiganologie“ um den Gießener Soziologen und Theologen Reimer Gronemeyer zurückgeht. 
Strecks Forschungen in diesem Feld wurde seit den 1990er Jahren vielfach entgegengehalten, rassistisch zu sein. Seine Kritiker betrachten den von Streck und seinen Schülern verwendeten Begriff „Zigeuner“ als kolonialistisch sowie als ein Etikett mit negativem Beiklang, das Diskriminierung und Verfolgung legitimiere. 
Leipziger Tsiganologen halten dagegen, dass viele Angehörige der jüngeren Generationen dieser Ethnie sich selbst heute wieder selbstbewusst als „Zigeuner“ bezeichnen würden. Damit würden sie sich zum einen von der Opferrolle ihrer Eltern- und Großelterngeneration distanzieren, die sich auch in der Umbenennung zu Sinti und Roma ausgedrückt habe. Zum anderen müsse jeder Begriff im Kontext der Zeit verstanden werden, in der er verwendet wurde oder wird. Der jüngere Begriff „Tsiganologie“ zum Beispiel sei in die Wissenschaft angesichts des nationalsozialistischen und rassistischen Missbrauchs der akademischen Fächer „Zigeunerkunde“ und „Zigeunerforschung“ eingeführt worden. Vor 1945 diente das Fach Zigeunerforschung dem Ziel, Menschen als Zigeuner zu identifizieren, um sie und ihre Lebensweise auszurotten. Hieran entzündet sich ein weiterer Dissenz zwischen Bernhard Streck und den Vertretern der Roma und Sinti. Mit dem Begriffswechsel, folgt man Tsiganologen, gehe ein Bruch mit der kolonialistischen und mit der nationalsozialistischen Ausrichtung der Zigeunerforschung einher, die sich in der Vergangenheit oft gegen ihre Untersuchungsobjekte gerichtet habe. Dieser Bruch wird jedoch von Strecks Kritikern nicht anerkannt.
Ein weiterer Vorwurf bezieht sich vor allem auf seine essentialistische Herangehensweise, die Zigeunerstereotypen impliziere. Wolfgang Benz beschrieb Strecks Forschung als Naturalisierung verfestigter 'Zigeuner'-Ressentiments zu kollektiven Merkmalen und erklärt die völkisch-ethnische Herangehensweise insgesamt zum Irrweg. Streck und seine Schüler verteidigen ihre Haltung mit dem Argument, dass Menschen, die sich heute als Zigeuner bezeichnen, sich zu zahlreichen, mit dem Begriff „Zigeuner“ verbundenen, stereotypen Zuweisungen bekennten. Dazu gehörten die nomadische Lebensweise und der vielen Zigeunern zugeschriebene „Eigensinn“, sich jeglicher Integration in die bürgerliche Gesellschaft zu entziehen.
Auch Strecks tsiganologische Deutung des nationalsozialistischen Massenmordes an den Zigeunern löste heftige Kritik aus. Während Vertreter der Roma und Sinti ihre Ethnie als Opfer eines Genozids verstehen, betrachtet Streck die Verfolgung der „Zigeuner“ als sozialpolitisch motiviert. Das NS-Regime habe Zigeuner vernichtet, weil es diese als Menschen mit einer asozialen Lebensform betrachtete, nicht als eine auszulöschende Rasse. Daher handele es sich bei der Vernichtung der Zigeuner nicht um einen Genozid. Dagegen fordern Vertreter der Roma und Sinti seit den 1980er Jahren die politische und gesellschaftliche Anerkennung der nationalsozialistischen Verbrechen als Genozid. Die Forschungen der Tsiganologen um Bernhard Streck mussten in ihren Augen diesen Bestrebungen schaden. Einige Kritiker, wie Ulrich F. Opfermann, bringen Streck und seine Schüler – wegen seiner Lehrmeinung zur Aufarbeitung des Massenmordes an den Zigeunern – in eine Kontinuität mit NS-Epigonen Hermann Arnold und Robert Ritter.

## Veröffentlichungen (Auswahl)
Als Autor
- Goethe-Universität Frankfurt am Main (Hrsg.): Leo Frobenius. Afrikaforscher, Ethnologe, Abenteurer. (Gründer, Gönner und Gelehrte.) Societätsverlag, Frankfurt am Main 2014, ISBN 978-3-95542-084-0
- Sterbendes Heidentum. Die Rekonstruktion der ersten Weltreligion. Eudora-Verlag, Leipzig 2013, ISBN 978-3-938533-38-3
- Sudan – Ansichten eines zerrissenen Landes. Peter-Hammer-Verlag, Wuppertal 2007, ISBN 978-3-7795-0155-8
- Fröhliche Wissenschaft Ethnologie – eine Führung. Edition Trickster im Peter-Hammer-Verlag, Wuppertal 1997, ISBN 3-87294-776-1.
- Die Ḥalab: Zigeuner am Nil. Edition Trickster im Peter-Hammer-Verlag, Wuppertal 1996, ISBN 3-87294-719-2

Als Herausgeber
- Shutka Shukar. Zu Gast bei Roma, Ashkali und Ägyptern. Ein Lesebuch des FTF. Leipziger Universitäts-Verlag, Leipzig 2009, ISBN 978-3-86583-350-1, siehe auch die ausführliche Rezension in der Netzzeitschrift Nevipe (Nevipe, 1-2012, S. 6–10, ) und die nachfolgende Diskussion (Nevipe 2-2012, S. 2, , Nevipe, 3-2012, )
- mit Elena Marushiakova, Udo Mischek, Vesselin Popov: Zigeuner am Schwarzen Meer. Eudora-Verlag, Leipzig 2008, ISBN 978-3-938533-13-0
- Die gezeigte und die verborgene Kultur. Harrassowitz, Wiesbaden 2007, ISBN 978-3-447-05600-7
- Zigeuner des Schwarzmeergebiets. Eine Bibliographie. (Materialien des SFB „Differenz und Integration“). Orientwissenschaftliches Zentrum der Martin-Luther-Universität Halle-Wittenberg, Halle/Saale 2003
- Ethnologie und Nationalsozialismus. Escher-Verlag, Gehren 2000, ISBN 3-932642-13-9
- Wörterbuch der Ethnologie. DuMont, Köln 1987, ISBN 3-7701-1728-X.
- mit Mark Münzel: Kumpania und Kontrolle. Moderne Behinderungen zigeunerischen Lebens. Focus, Giessen 1981, ISBN 3-88349-210-8